# منحنی مجانبی

خم های ناهمساویک محور Ox - خم آبی : y=ln(x), محور Oy - خم سرخ : y=exp(x), محور d: y=x - خم سیاه : y=1+ x-√x.

در هندسه تحلیلی رویه‌ها، یک منحنی مجانبی(خم ناهَمساویک ) منحنی‌یی است که مماس بر جهت مجانبی رویه باشد.

## تعریف
جهت مجانبی در یک نقطه از یک ابررویه جهتی است که انحنای نرمال در آن صفر است. جهت‌های ناهمساویک وقتی به وجود می آیند که انحناهای اصلی مختلف العلامت باشند یا دست ِ کم یکی از آن‌دو صفر باشد. در نتیجه، انحنای گاوسی می‌باید منفی (یا صفر) باشد.